# Ranitomeya

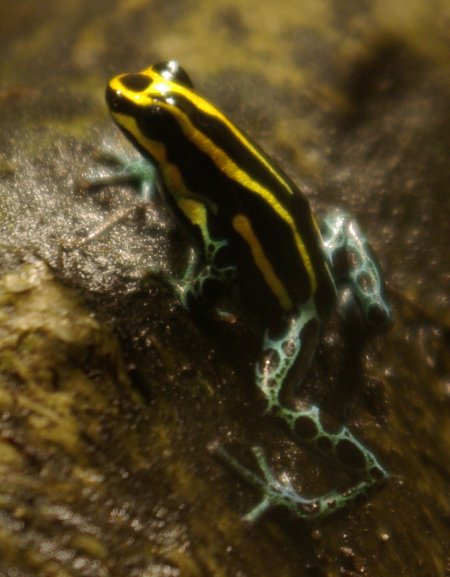
Dieser Baumsteigerfrosch wurde 2011 in die Art Ranitomeya variabilis als Farbmorphe integriert. Früher war diese Tieflandform als Ranitomeya ventrimaculata bekannt. Der Name R. ventrimaculata wird nun aber für die Art R. duellmani verwendet.

Die Gattung Ranitomeya gehört zur Familie der Baumsteigerfrösche, die oft auch Pfeilgiftfrösche genannt werden. Sie ist in Südamerika im Amazonasbecken beheimatet. Die Arten gehörten früher zur Gattung Dendrobates, sie wurden jedoch bei einer von Grant et al. im Jahr 2006 durchgeführten Revision der Systematik der Baumsteigerfrösche ausgegliedert. Es stellte sich jedoch bald heraus, dass die neue Gattung in zwei biogeographisch und morphologisch klar unterscheidbare Artengruppen zerfiel. Als molekulargenetische Daten diese Unterteilung bestätigten, errichteten Brown et al. im Jahr 2011 für zwölf Arten der Gattung Ranitomeya eine neue Gattung Andinobates.

## Merkmale
Die Gattung Ranitomeya umfasst sehr kleine Frösche, die sich von den größeren Dendrobates-Arten vor allem durch ihre Farbigkeit unterscheiden. Die Arten der Gattung Ranitomeya haben stets mehr als zwei Farben, die meist als Signalfarben vor den Hautgiften dieser Frösche warnen sollen.
Die ersten Finger der Frösche sind stark verkürzt. Ihre Schwestergruppe Andinobates unterscheidet sich von Ranitomeya durch zwei miteinander verschmolzene Wirbel und das Fehlen der netzartigen Zeichnung an den Beinen, die fast bei jeder Ranitomeya-Art zu sehen ist.

## Arten
Ranitomeya umfasste ursprünglich viele Arten aus der ehemaligen Sammelgattung Dendrobates, 2011 wurden jedoch 12 Arten ausgegliedert und in die neue Gattung Andinobates gestellt. Gleichzeitig wurden in dieser Revision durch Brown, Twomey et al. mehrere Arten synonymisiert und eine neue Art, Ranitomeya toraro, beschrieben. Ranitomeya rubrocephala ist ein nomen dubium und wird seit 2011 nicht mehr in den Listen der Gattung geführt. 
Im Jahr 2012 waren 16 Arten der Gattung Ranitomeya bekannt. Es wurde jedoch angenommen, dass wegen der großen Variabilität der Merkmale und des mosaikartigen Verbreitungsgebietes viele kryptische Arten existieren, die noch genetisch untersucht und beschrieben werden müssen. Dennoch dauerte es bis zum Jahr 2025, dass mit Ranitomeya aquamarina und Ranitomeya aetherea zwei weitere Arten entdeckt und beschrieben wurden.
Stand: 17. Mai 2025
- Ranitomeya aetherea Koch, Mônico, Dayrell, Ferreira, Dantas, Moravec & Lima, 2025[4]
- Ranitomeya amazonica (Schulte, 1999)
- Ranitomeya aquamarina Mônico, Koch, Dayrell, Moravec & Lima, 2025[3]
- Ranitomeya benedicta (Brown, Twomey, Pepper & Sanchez-Rodriguez, 2008)
- Ranitomeya cyanovittata (Pérez-Peña, Chávez, Twomey & Brown, 2010)
- Ranitomeya defleri (Twomey & Brown, 2009)
- Ranitomeya fantastica (Boulenger, 1884)
- Ranitomeya flavovittata (Schulte, 1999)
- Ranitomeya imitator (Schulte, 1986) Ranitomeya intermedia (Schulte, 1999) wurde mit dieser Art synonymisiert
- Ranitomeya reticulata (Boulenger, 1884) Ranitomeya ignea (Melin, 1941) ist seit 2011 ein Synonym dieser Art
- Ranitomeya sirensis (Aichinger, 1991), Ranitomeya biolat (Morales, 1992) und Ranitomeya lamasi (Morales, 1992) sind seit 2011 Synonyme dieser Art
- Ranitomeya summersi (Brown, Twomey, Pepper & Sanchez-Rodriguez, 2008)
- Ranitomeya toraro (Brown et al., 2011)
- Ranitomeya uakarii (Brown, Schulte & Summers, 2006)
- Ranitomeya vanzolinii (Myers, 1982)
- Ranitomeya variabilis (Zimmermann & Zimmermann, 1988) – Einpunkt-Baumsteiger – Diese Art umfasst seit der Revision 2011 auch Populationen, die früher als Ranitomeya ventrimaculata bezeichnet worden sind.
- Ranitomeya ventrimaculata (Shreve, 1935) Diese Art umfasst nun alle Populationen, die früher als Ranitomeya duellmani (Schulte, 1999) bezeichnet wurden. R. ventrimaculata ist wegen der Prioritätsregel der seit 2011 gültige Name für R. duellmani. Die früher als R. ventrimaculata bekannten Frösche wurden R. variabilis zugeordnet.
- Ranitomeya yavaricola (Pérez-Peña, Chávez, Twomey & Brown, 2010)